# Pseudodellamora distinguenda
Pseudodellamora distinguenda es una especie de coleóptero de la familia Mordellidae.

## Distribución geográfica
Habita en la Europa mediterránea.